# Palazzo Agostino Doria
Il palazzo Agostino Doria è un edificio storico italiano, collocato in piazza delle Vigne 6, nel centro storico di Genova. È uno dei Palazzi dei Rolli designati, al tempo della Repubblica di Genova, a ospitare gli ospiti di alto rango per conto del governo, durante le visite di stato.

## Storia e descrizione
Francesco Lamba Doria lo fece costruire all'inizio del XVIII secolo accorpando le unità medievali che insistono sull'area e adeguando gli spazi interni alle esigenze abitative nobiliari. La storia del palazzo è quella di cinque case nobili che fronteggiano la basilica di Santa Maria delle Vigne e sono sede dell'"albergo" Grillo.
Una di queste, da sempre presente nei rolli a nome della famiglia Doria, e pervenuta in eredità a Francesco dalla madre Maria Spinola, conserva ancora intatta la facciata su piazza dei Greci.
Il palazzo nobiliare è ancora riconoscibile nella gerarchizzazione dei piani e nella dignità dell'atrio e del vano scala principale, nonostante sia stato destinato a edificio scolastico nel XIX secolo.